# Malayepipona pagdeni
Malayepipona pagdeni är en stekelart som beskrevs av Giordani Soika 1993. Malayepipona pagdeni ingår i släktet Malayepipona och familjen Eumenidae. Inga underarter finns listade i Catalogue of Life.